# Aleksandr Ėktov
Aleksandr Jur'evič Ėktov (in russo Александр Юрьевич Эктов?; Volokolamsk, 30 gennaio 1996) è un calciatore russo, centrocampista del Pari Nižnij Novgorod.

## Carriera
Cresciuto nel settore giovanile del CSKA Mosca, nel 2016 è stato acquistato dal Dolgoprudnyj, con cui ha disputato tre stagioni nella terza divisione russa. Nel 2019 è passato allo Šinnik, in seconda divisione, e l'anno successivo è stato ingaggiato dall'Orenburg. Con quest'ultima squadra ha contribuito alla promozione in massima serie al termine della stagione 2021-2022. Ha esordito in Prem'er-Liga il 16 luglio 2022, nell'incontro perso 2-4 contro il Kryl'ja Sovetov Samara.

## Statistiche

### Presenze e reti nei club
Statistiche aggiornate all'8 agosto 2022.
| Stagione            | Squadra             | Campionato          | Campionato | Campionato | Coppe nazionali | Coppe nazionali | Coppe nazionali | Coppe continentali | Coppe continentali | Coppe continentali | Altre coppe | Altre coppe | Altre coppe | Totale | Totale |
| Stagione            | Squadra             | Comp                | Pres       | Reti       | Comp            | Pres            | Reti            | Comp               | Pres               | Reti               | Comp        | Pres        | Reti        | Pres   | Reti   |
| ------------------- | ------------------- | ------------------- | ---------- | ---------- | --------------- | --------------- | --------------- | ------------------ | ------------------ | ------------------ | ----------- | ----------- | ----------- | ------ | ------ |
| 2016-2017           | Dolgoprudnyj        | 2D                  | 24         | 5          | CR              | 3               | 0               |                    | -                  | -                  |             | -           | -           | 27     | 5      |
| 2017-2018           | Dolgoprudnyj        | 2D                  | 23         | 2          | CR              | 1               | 0               |                    | -                  | -                  |             | -           | -           | 24     | 2      |
| 2018-2019           | Dolgoprudnyj        | 2D                  | 21         | 2          | CR              | 1               | 0               |                    | -                  | -                  |             | -           | -           | 22     | 2      |
| Totale Dolgoprudnyj | Totale Dolgoprudnyj | Totale Dolgoprudnyj | 68         | 9          |                 | 5               | 0               |                    | -                  | -                  |             | -           | -           | 73     | 9      |
| 2019-2020           | Šinnik              | 1D                  | 26         | 2          | CR              | 4               | 1               |                    | -                  | -                  |             | -           | -           | 30     | 3      |
| ago. 2020           | Šinnik              | 1D                  | 1          | 0          | CR              | -               | -               |                    | -                  | -                  |             | -           | -           | 1      | 0      |
| Totale Šinnik       | Totale Šinnik       | Totale Šinnik       | 27         | 2          |                 | 4               | 1               |                    | -                  | -                  |             | -           | -           | 31     | 3      |
| 2020-2021           | Orenburg            | 1D                  | 32         | 3          | CR              | 0               | 0               |                    | -                  | -                  |             | -           | -           | 32     | 3      |
| 2021-2022           | Orenburg            | 1D                  | 33+2       | 1+0        | CR              | 2               | 1               |                    | -                  | -                  |             | -           | -           | 37     | 2      |
| 2022-2023           | Orenburg            | PL                  | 4          | 0          | CR              | 0               | 0               |                    | -                  | -                  |             | -           | -           | 4      | 0      |
| Totale carriera     | Totale carriera     | Totale carriera     | 166        | 15         |                 | 11              | 2               |                    | -                  | -                  |             | -           | -           | 177    | 17     |